# Машево (Гожовський повіт)
Машево (пол. Maszewo, нім. Massow) — село в Польщі, у гміні Дещно Гожовського повіту Любуського воєводства.
Населення — 283 особи (2011).
У 1975-1998 роках село належало до Гожовського воєводства.

## Демографія
Демографічна структура станом на 31 березня 2011 року:
|          | Загалом | Допрацездатний вік | Працездатний вік | Постпрацездатний вік |
| -------- | ------- | ------------------ | ---------------- | -------------------- |
| Чоловіки | 130     | 25                 | 100              | 5                    |
| Жінки    | 153     | 32                 | 93               | 28                   |
| Разом    | 283     | 57                 | 193              | 33                   |